# Kazimierz Lux

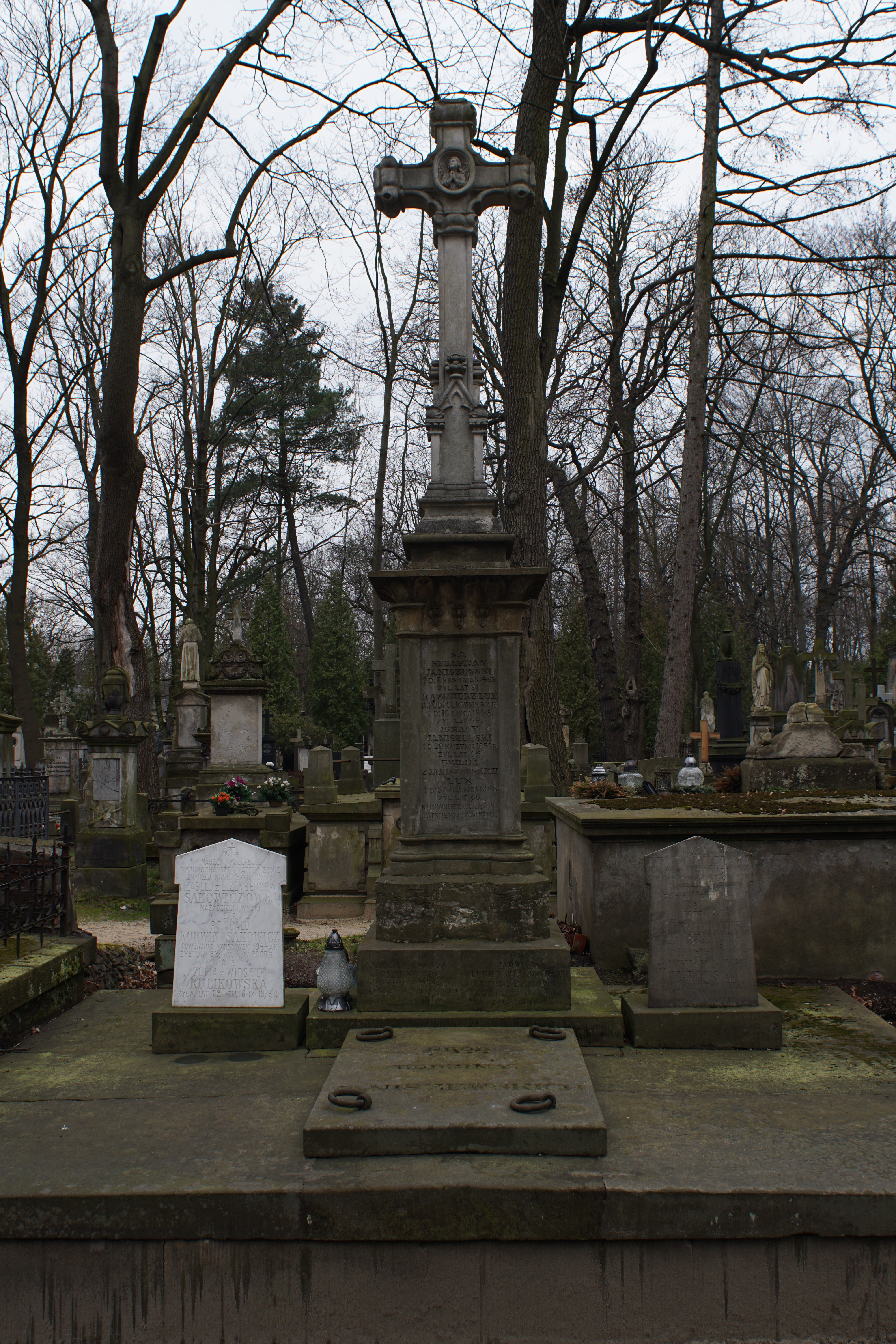
Grób Kazimierza Luxa na cmentarzu Powązkowskim

Kazimierz Lux (ur. 1780 w Warszawie, zm. 1846 tamże) – major piechoty Wojska Polskiego Królestwa Kongresowego.

## Życiorys
W wieku 15 lat przekradł się do Legionów Dąbrowskiego, z którymi odbył kampanię włoską. W 1803 wraz ze swoją półbrygadą wysłany na San Domingo. Półbrygada, którą dowodził gen. Charles Leclerc, została wysłana przez Napoleona dla przywrócenia francuskiego zwierzchnictwa nad wyspą, gdzie zbuntowani niewolnicy ogłosili autonomię (1801).
Po stłumieniu buntu, Lux parał się piractwem, z którego miał dość spore profity (m.in. ostrzelał i abordażował amerykański bryg, który następnie sprzedał w Hawanie za 20 000 franków).
Po powrocie do Europy służył w wojsku w Armii Księstwa Warszawskiego. W 1812 wziął udział w wyprawie na Rosję. Następnie do 1820 służył w Wojsku Polskim Królestwa Kongresowego, w 3 Pułku Strzelców Pieszych Królestwa Kongresowego. Po opuszczeniu wojska był komisarzem obwodu płockiego (1821) i przasnyskiego (1832).
Autor kilku tekstów wspomnieniowych, które zaginęły, oraz jednego dotyczącego pobytu na San Domingo ("Biblioteka Warszawska", 1847, t.1), którego współautorstwo dzieli prawdopodobnie z Piotrem Bazylim Wierzbickim.
Pochowany na Starych Powązkach w Warszawie (kwatera 6-3-13/14/15).